# Jolly Little Elves
Jolly Little Elves ist ein US-amerikanischer Zeichentrick-Kurzfilm von Bill Nolan aus dem Jahr 1934.

## Handlung
Ein armer Schuhmacher und seine Frau haben selbst kaum genug Essen zum Überleben, als sie eines kalten Abends einen frierenden Elf in ihr Haus aufnehmen. Sie teilen sich einen Kaffee und den letzten, harten Donut – der Elf zeigt ihnen, dass das Gebäck wieder weich wird, wenn man es in den Kaffee tunkt. Der Schuhmacher und seine Frau legen sich schlafen.
In der Nacht erscheint der Elf mit zahlreichen Freunden und stellt zum Dank für die erwiesene Nächstenliebe zahlreiche Schuhe in des Schuhmachers Werkstatt her. Am nächsten Morgen ist der Schuhmacher überrascht und erfreut über die zahlreichen neuen Schuhe. Die Schuhe werden ein Verkaufsschlager, der Schuhmacher und seine Frau werden wohlhabend und sogar die Queen stattet dem Geschäft einen Besuch ab. Bei einem großen Fest mit Kaffee und Donuts bedanken sich der Schuhmacher und seine Frau schließlich bei den Elfen.

## Produktion
Jolly Little Elves kam am 1. Oktober 1934 als Teil der Lantz-Trickfilmserie Cartune Classics in die Kinos.
Der Elf wurde von Bernice Hansen synchronisiert.

## Auszeichnungen
Jolly Little Elves wurde 1935 für einen Oscar in der Kategorie „Bester animierter Kurzfilm“ nominiert, konnte sich jedoch nicht gegen Die Schildkröte und der Hase durchsetzen.